# Wivels Forlag
Wivels Forlag var et dansk forlag 1945-1953. Grundlagt af digteren Ole Wivel med støtte fra ungdomsvennen, ostegrosser Knud W. Jensen i 1945. Forlaget udgav bl.a. det litterære tidsskrift Heretica og disse digtere og forfatteres værker. I 1954 blev Ole Wivel ansat ved forlaget Gyldendal, som overtog forfatterne fra Wivels Forlag.